# Arranmore Ferries

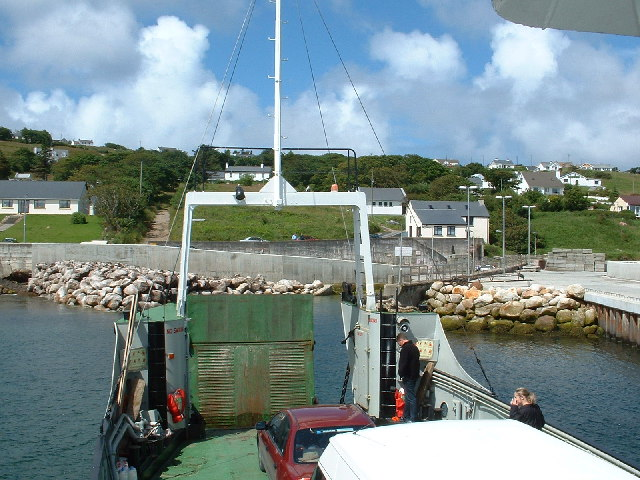
Fähre der Gesellschaft

Arranmore Ferries (irisch Báid Farantóireachta Árainn Mhór) ist eine Reederei mit Sitz in Burtonport im County Donegal im Norden Irlands.

## Fahrten und Bestand
Das Unternehmen bietet ausschließlich Fahrten zur Insel Árainn Mhór (englisch Arranmore), zudem gibt es eine Kooperation mit Inishfree Charters und Bonners Bed & Breakfast. Derzeit sind zwei Fähren im laufenden Betrieb, die Rhum und die Coll. Beide Fähren sind in einem markanten weinrot angestrichen. Während der ca. 15-minütigen Fahrt werden einige kleine Inseln passiert, wie Rutland Island (Inis Mhic an Doirn) oder Inishcoo (Inis Cu). Die beiden kleinen Fähren haben eine Zulassung für 96 Passagiere und Fahrzeuge in allen Größen. Zudem verfügen sie laut Angaben des Eigners über eine moderne Sicherheitsausrüstung. Auf Anfrage führt man auch Tauch- und Fischfahrten aus.